# Milan Linzer
Milan Linzer (Gornja Pulja, 8. studenoga 1937. — Gornja Borta, 3. ožujka 2019.), bio je hrvatski političar i športski dužnosnik iz Austrije, bivši poslanik Narodne stranke i bivši europski parlamentarac.

## Životopis
Rođeni Velikoborištafac, studirao pravo. U Borti je 1976. godine postao javni notar. U Gospodarskom savezu u Borti 1977. započela je njegova politička karijera. 1987. godine gradišćanska Narodna stranka ga je poslala u Savezno vijeće čiji kotrig je bio do prosinca 2000. godine. Drugu polovicu 1999. bio je potpredsjednik zemaljske komore Parlamenta. Skoro dvije godine bio je poslanik u Europskom parlamentu. Poslanik je bio od ulaska Austrije u Europsku uniju u siječnju 1995. do studenoga 1996. godine. Tih 15 godina bio je predsjednik športskoga društva Borte. Umro je od teške bolesti, u 81-oj godini života.

## Nagrade i priznanja
Republika Austrija mu je dodijelila Velik časni znak u zlatu i u srebru za njegove zasluge.

## Vanjske poveznice
- (nje.) Milan Linzer na stranicama austrijskog parlamenta

- Milan Linzer na stranicama Europskog parlamenta